# U.S. Route 19
U.S. Route 19 (ou U.S. Highway 19) é uma autoestrada dos Estados Unidos.
Faz a ligação do Sul para o Norte. A U.S. Route 19 foi construída em 1926 e tem 1 406 milhas (2 262 km).

## Principais ligações
Autoestrada 75 em Forest Park

 Autoestrada 40 em Asheville

 Autoestrada 81 em Bristol

 Autoestrada 77 em Camp Creek

 Autoestrada 70 em Washington

 US 6 em Meadville